# Saison 12 d'Alice Nevers : Le juge est une femme
Chronologie
Saison 11 Saison 13
Cet article présente les épisodes de la douzième saison de la série télévisée Alice Nevers : Le juge est une femme.

## Distribution
- Marine Delterme : Alice Nevers, juge d'instruction
- Jean-Michel Tinivelli : Commandant Fred Marquand
- Guillaume Carcaud : Victor Lemonnier, greffier
- Ahmed Sylla : Noah Diacouné, adjoint de Marquand
- Daniel-Jean Colloredo : Le médecin légiste
- Maryne Bertieaux : Lucie Fronsac, fille de Marquand
- Karine Ambrosio : Rachel Fronsac, mère de Lucie (épisodes 4 à 10)
- Boris Baum : Simon Castel, ex-copain de Lucie (épisodes 7, 8 et 10)

## Liste des épisodes

### Épisode 1:Les dessous du palais
- France : 10 avril 2014 sur TF1

- France : 6,60 millions de téléspectateurs (25,9 % de part de marché)[1] (première diffusion)

- Avec la participation de Jean Dell : Édouard Lemonier
- Mark Grosy : Procureur Divo
- Karim Belkhadra : Pierre Rocher
- Guillaume Ducreux : Loïc Vergne
- Guillaume Clémencin : Alexandre Morteau
- Fabienne Galula : Béatrice Chapuis
- Stéphane Malassenet : Juge Lapierre
- Laurent Orry : Manifestant 1
- Emilien Fabrizio : Gendarme 1
- Pascal Aubert : Président du tribunal

### Épisode 2:Donnant donnant
- France : 10 avril 2014 sur TF1

- France : 5,90 millions de téléspectateurs (27,2 %)[1] (première diffusion)

- Agnès Blanchot : Muriel Aubry
- Sébastien Courivaud : Michel Aubry
- Marianne Fabbro : Valérie Kowalski
- Marie-Gaëlle Cals : Dominique Clerzagues
- Nicolas Melocco : Frank Kowalski
- Frederick Guillaud : Paul Duez
- Tristan Robin : Andréi Rastov
- Anthony Pho : Qiu Chan
- Hélène Kuhn : Sofia Kovac
- Benoît Szakow : Agent immobilier
- Kevin Rouxel : Karl
- Eliott Bousson : Franck, enfant à 5 ans

### Épisode 3:Entre dieu et diable
- France : 17 avril 2014 sur TF1

- France : 6,34 millions de téléspectateurs (26,1 %)[2] (première diffusion)

- Laurence Oltuski : Corinne Leblanc
- Marie Collins : Mère Angèle
- Florence Darel : Sœur Clémence
- Laure Sirieix : Sœur Bénédicte / Françoise Cottier
- Sylvie Herbert : Marie-Annick Leblanc
- Stefan Godin : Pierre Meunier
- Emmanuel Lanzi : Médecin
- Karine Ambrosio : Rachel

### Épisode 4:XXL
- France : 17 avril 2014 sur TF1

- France : 5,70 millions de téléspectateurs (27,9 %)[2] (première diffusion)

- David Chausse : Mattéo Fabrizzi
- Émilie Gavois-Kahn : Jeanne Mercœur
- Aurélie Bargème : Clarisse d'Artois
- Olivier Neveux : Denis Larieux
- Frédéric Saurel : Yann
- Élisabeth Margoni : Mère de Mattéo
- Natacha Davidovic : Adèle

### Épisode 5:Enquête d'identité
- France : 24 avril 2014 sur TF1

- France : 6,73 millions de téléspectateurs (27,5 %)[3] (première diffusion)

- Yann Sundberg : Sylvain Besse
- Fabian Wolfrom : Virgile Lemoine
- Éric Bougnon : Régis Sannier
- Anthony Davy : Léo Besse
- Lucie Jeanne : Pia Besse
- Nathalie Dorval : Françoise Lemoine
- Régis Van Houtte : André Lemoine
- Catherine Bellami : Corine Sannier
- Jonathan Devred : Gendarme

### Épisode 6:A fleur de peau
- France : 24 avril 2014 sur TF1

- France : 6,10 millions de téléspectateurs (29 %)[3] (première diffusion)

- Valentine Cadic : Lisa Pouvray
- Joël Zaffarano : Jérôme Pouvray
- Alexandre Tacchino : Thibault Garnier
- Tasnim Jamlaoui : Manon
- Sacha Guitton : Stan
- Jérémy Corallo : Mehdi
- Leila Macaire : Jennifer
- Magali Muxart : Mme Pouvray
- Denis Leluc : Pharmacien

### Épisode 7:Inexistence
- France : 1er mai 2014 sur TF1

- France : 6,42 millions de téléspectateurs (25,7 %)[4] (première diffusion)

- Philippe Hérisson : Serge Ortega
- Honorine Magnier : Rose Leroux
- Sophie Staub : Amandine Blanchard
- Raphaëlle Bruneau : Sylvie Coste
- Rémi Bichet : Paul Leroux
- Yves Collignon : Luc Bertin
- Émilie Hantz : Katia
- Patrice Guillain : Policier

### Épisode 8:D'entre les morts
- France : 1er mai 2014 sur TF1

- France : 6,16 millions de téléspectateurs (27,5 %)[4] (première diffusion)

- Ariane Séguillon : Delphine Delano
- Pierre-Yves Bon : Gilles Dumont / Julien Madek
- Serge Dupuy : Antoine Roussel
- Jordi Le Bolloc'h : Kevin Marchot
- Christèle Tual : Barbara Madek
- Lila Lacombe : Lou Madek
- Florence Coste : Chloé Ferrand
- Arthur Czernichow : Julien Madek, enfant
- Quentin Ourry : Kevin Marchot, enfant

### Épisode 9:Raison d'état
- France : 8 mai 2014 sur TF1

- France : 7,07 millions de téléspectateurs (32,1 %)[5] (première diffusion) record de la saison

- Laury Thilleman : Louise Chevalier
- Jean-Philippe Écoffey : Pierre Valmont
- Nassima Benchicou : Farah Al Khoury
- Yohan Guignard : Philippe Chevalier
- Selim Clayssen : Marwan Al Khoury
- Pascal Aubert : Président du tribunal
- Céline Petit : Chargée d'affaires du ministère
- Maïté Monceau : Hilda
- Mehdi Senoussi : Hassan Abaji

### Épisode 10:Au cœur du mal
- France : 8 mai 2014 sur TF1

- France : 6,3 millions de téléspectateurs (28,9 %)[5] (première diffusion)

- Frédéric van den Driessche : Clément Garrel
- Clémence Thioly : Anne-Laure Raynaud
- Aymeric Lecerf : Paul Rostand
- Nicolas Umbdenstock : Dominique Morelli
- Noémie Kocher : Carole Garrel
- Tom Hudson : Marius Garrel
- Lauryne Rekas : Clara Raynaud
- Pierick Tournier : Corentin Cledat
- Vincent Londez : François Dupré